# 関東学生アメリカンフットボールリーグ戦
関東学生アメリカンフットボールリーグ戦（かんとうがくせいアメリカンフットボールリーグせん）は、関東・甲越地方に所在する大学のアメリカンフットボール部が参加するリーグ戦である。関東学生アメリカンフットボール連盟が運営している。

## 概要
主催の連盟は、1934年に東京学生アメリカンフットボール連盟として発足。
1938年以降は、関東アメリカンフットボール協会の下で関東大学リーグとして運営されていたが、1990年の全国組織の改編により、関東大学アメリカンフットボール連盟として独立し、その後関東学生アメリカンフットボール連盟と改名したのを機にリーグ戦名も追随し変更となり現在に至る。

## 構成
加盟校の増加に伴い、リーグ構成は変遷を経ている。2005年現在は、1部から4部の各リーグからなる。1部リーグの優勝校は関東の代表として甲子園ボウルに出場する。2部以下のリーグの成績上位校は、上位のリーグの成績下位校との入れ替え戦を行う（詳細は関東学生アメリカンフットボール連盟を参照。）。
これらのリーグの他に、医学部・歯学部のチームからなる医科歯科リーグが別途編成されてリーグ戦を行なっている。

## 強豪校の変遷
早大・明大・立大の三大学で始まった創成期は、先ず明大が黄金期を築き、そこに早大・慶大が対抗し、少し遅れて立大が頭角を表した。
その後は日大が1955年の初優勝から台頭しはじめた。1959年に篠竹幹夫を監督として迎えた日本大学フェニックスは、並立リーグ制時代を経て1980年代までに8連覇を含む23回の優勝をし黄金期を築いた。
1990年代に入ってスポーツ推薦を取り入れた法政大学トマホークスが頭角を現わし始め、1992年以降に日本大学と並ぶ8連覇を含む13回の優勝をしている。2000年代に入り、早稲田大学ビッグベアーズや専修大学グリーンマシンも台頭し始めている。

## リーグ戦成績一覧
備考：⇔は入れ替え戦の結果入れ替わり。｜は入れ替えなし
- 1934年　明治、早大、立教（神宮競技場、立大G）
- 1935年　明治、早大、立教、法政、慶應（芝公園）
- 1936年　早大、明治、法政、[立教、慶應]　※立慶は同順　（芝公園）
- 1937年　早大、明治、[立教、慶應]、法政　※立慶は同順　（多摩川オリンピア球場、後楽園球場）
- 1938年　明治、早大、慶應、法政、立教（神宮競技場、後楽園球場、慶應日吉G）
- 1939年　早大、明治、慶應、法政、立教（後楽園球場、早大東伏見G）
- 1940年　慶應、早大、明治、法政、日大、立教（後楽園球場、慶應日吉G）
- 1941年　明治、[法政、日大]、[慶應、早大]、立教　※法日、慶早は同順（後楽園球場、東伏見野球場）
- 1942年　明治、[慶應、早大]、立教、法政、日大　※慶早は同順
- 1943年～1946年（中断。1946年はオープン戦のみ）
- 1947年　明治、慶應、日大、早大、法政、立教（早大東伏見G、日大下高井戸G、神宮競技場）
- 1948年　慶應、明治、早大、立教、日大、法政（芝パーク競技場）
- 1949年　[慶應、早大]、立教、明治、法政、日大　※慶早は同順（芝パーク競技場）
- 1950年　慶應、早大、[立教、明治]、法政、日大　※立明は同順（後楽園競技場）
- 1951年　立教、慶應、明治、法政、早大、日大（後楽園競輪場）
- 1952年　立教、法政、明治、慶應、[早大、日大]　※早日は同順（神宮競技場）
- 1953年　立教、慶應、[早大、日大]、[法政、明治]　※早日、法明は同順（神宮競技場）
- 1954年　立教、慶應、日大、早大、法政、明治（神宮競技場、後楽園競輪場）
- 1955年　日大、立教、早大、慶應、明治、法政（神宮競技場）
- 1956年　日大、立教、明治、法政、慶應、早大、学習院（神宮競技場、後楽園競輪場）
- 1957年　日大、立教、慶應、明治、法政、防大、早大、学習院（後楽園競輪場など）
- 1958年　日大、立教、慶應、法政、防大、早大、明治、学習院　※日立は決定戦（国立競技場、後楽園競輪場など）
- 1959年　日大、慶應、立教、早大、防大、法政⇔明治、日体大、東大、学習院　※1部2部制導入（後楽園競輪場、小石川運動場など）
- 1960年　立教、日大、慶應、防大、明治、早大⇔日体、東大、法政、学習⇔青学、成城、東経　※1部-3部制導入、明早は決定戦（後楽園競輪場など）
- 1961年　日大、慶應、立教、明治、日体、防大⇔早大、法政、青学、東大⇔東経、成城、学習院（後楽園競輪場など）
- 1962年　日大、立教、明治、慶應、早大、日体⇔法政、防大、東経、東大、成城、青学、学習院　※1部2部制、（後楽園競輪場など）
- 1963年　日大、明治、[立教、慶應、法政]、早大⇔防大、東大、成城、東経、日体、学習院、青学　※立慶法は同順（日大下高井戸G、後楽園競輪場など）
- 1964年　日大、明治、慶應、法政、防大、立教｜東大、早大、成城、青学、日体、東経、学習院（日大下高井戸Gなど）
- 1965年　立教、日大、慶應、明治、法政、防大⇔東大、成城、早大、東経、専修、青学、[日体、学習院]　※日体・学習院は同順（駒沢陸上、駒沢第2球技場、駒沢補助Gなど）
- 1966年　日大、立教、慶應、法政、明治、東大、防大、成城⇔早大、専修、青学、日体、学習院、東経｜成蹊、関院、國學、独協　※1部-3部制導入
- 1967年　1部：日大、[明治、立教、法政]、[防大、慶應]、東大、早大　※明立法、防慶は同順。東早は決定戦（駒沢陸上、駒沢第2球技場、駒沢補助G、日大下高井戸Gなど）。
- 1968年　1部：明治、[法政、日大]、立教、慶應、早大、防大、東大　※法日は同順　（駒沢陸上、駒沢第2球技場、駒沢補助Gなど）
- 1969年　1部：日大、明治、法政、慶應、立教、早大、防大、東大　※2部はA～Dブロック制　（駒沢陸上など）
  - 2部Aブロック　日体、國學院、学習院、明星、関院
  - 2部Bブロック　青学、専修、東海、拓大、国商
  - 2部Cブロック　成城、東経、成城、東洋、亜大
  - 2部Dブロック　明学、中央、獨協、一橋、大東
- 1970年　関東選手権：　決勝→日大42-0明治、準決勝→日大70-0明学、明治83-0防大、1回戦→防大42-6一橋
  - 東京6大学リーグ：明治、立教、慶應、法政、早大、東大
  - 関東6大学リーグ：[防大、専修]、中央、東海、東洋、拓大　※防専は決定戦
  - さつきリーグ：明学、独協、成城、青学、成蹊、学習
  - 首都6大学リーグ：[一橋、国商、関院]、和光、明星、上智　※一国関は決定戦
  - 関東大学リーグ：日大、日体、國學、城西、大東、日工、東経、亜大　※城西、日工は準加盟。各校5カード固定で変則対戦
- 1971年　関東選手権：　決勝→日大38-19明治、準決勝→日大62-0明学、明治26-6防大、1回戦→防大38-8国商
  - 東京6大学リーグ：明治、法政、立教、早大、東大、慶應
  - 関東6大学リーグ：防大、中央、専修、東海、拓大、東洋
  - さつきリーグ：明学、獨協、成城、青学、成蹊、学習
  - 首都6大学リーグ：国商、関院、和光、一橋、明星、上智
  - 関東大学リーグ：日大、日体、[國學院、城西、大東、日工、東経、亜大、桜美林]　※桜美林は準加盟。各校5カード固定で変則対戦。3位以下は順位不明。
- 1972年　関東選手権：　決勝→法政18-8日大、準決勝→日大58-18日体、法政42-0明学、1回戦→明学16-16東経（抽選で明学）、日体18-8桜美林、日大80-0一橋、法政22-0防大
  - 東京7大学リーグ：日大、法政、明治、早大、立教、慶應、東大
  - 関東7大学リーグ：[防大、日体、中央]、東海、専修、拓大、東洋　※防体中は決定戦。
  - さつきリーグ：[桜美、明学]、青学、[独協、学習]、成城、成蹊　※桜明は決定戦、独学は同順。
  - 首都7大学リーグ：一橋、国商、[関院、和光、明星]、千商、上智　※関和明は同順
  - 関東学生リーグ：東経、亜大、國學、大東、城西、日工
- 1973年　関東選手権：　決勝→日大20-20法政（抽選で日大）、準決勝→日大55-0中央、法政44-0東経、1回戦→法政8-6日体、東経18-18千商（抽選で東経）、日大82-0国商、中央22-8青学
  - 東京7大学リーグ：日大、法政、明治、立教、東大、早大、慶應
  - 関東7大学リーグ：日体、中央、[東海、専修]、防大、東洋、拓大　※東海・専修は同順
  - さつきリーグ：[青学、成蹊]、明学、[桜美林、獨協]、成城、学習院　※青学・成蹊は決定戦。桜独は同順。
  - 首都7大学リーグ：千商、国商、和光、明星、一橋、上智、関院
  - ローズリーグ：東経、大東、國學院、亜大、城西、日工